# Ciśnienie normalne
Ciśnienie normalne – ciśnienie równe 101 325 Pa, czyli 1 atmosferze fizycznej, jeden z parametrów warunków normalnych. W przybliżeniu odpowiada ciśnieniu atmosferycznemu.
1 atm = 1,0333227 at = 760 Tr = 101325 Pa = 101325 N/m²